# Valle de Tabladillo (kommunhuvudort)
Valle de Tabladillo är en kommunhuvudort i Spanien.   Den ligger i provinsen Provincia de Segovia och regionen Kastilien och Leon, i den centrala delen av landet, 110 km norr om huvudstaden Madrid. Valle de Tabladillo ligger 944 meter över havet och antalet invånare är 144.
Terrängen runt Valle de Tabladillo är kuperad norrut, men söderut är den platt. Runt Valle de Tabladillo är det mycket glesbefolkat, med 3 invånare per kvadratkilometer. Närmaste större samhälle är Cantalejo, 13,8 km sydväst om Valle de Tabladillo. Trakten runt Valle de Tabladillo består i huvudsak av gräsmarker.